# Pattana Promeam
Pattana Promeam – tajska zapaśniczka walcząca w stylu wolnym. Srebrna medalistka igrzysk Azji Południowo-Wschodniej w 2003 i 2005. Siódma na mistrzostwach Azji z 2004 roku.